# Aftenlandet
Aftenlandet er en dansk pseudodokumentarfilm fra 1977, instrueret af englænderen Peter Watkins, der tidligere havde lavet to tilsvarende film i hhv. England og Sverige. Filmen blev produceret af bl.a. Steen Herdel, Ebbe Preisler og Ib Tardini. Manuskriptet blev skrevet af Peter Watkins i samarbejde med Poul Martinsen og Carsten Clante, omend en stor del af dialogen blev til ved skuespillernes improvisation under indspilningen af filmen. Musikken blev komponeret af bl.a. Anders Koppel.
Filmen skildrer en fiktiv situation i Danmark i sidste halvdel af 1970'erne, hvor et NATO-topmøde afholdes i København, mens den generelle krise i det kapitaliske system udløser en generalstrejke i landet. En række aktivister kidnapper en minister, og det reaktionære borgerlige system reagerer ved at slå ned på de aktive arbejdere, der kæmper for socialismens indførelse med mere moderate metoder. Ved "systemets" reaktion mod aktivisterne afvikles de demokratiske processer, og Danmark forvandles til borgerligt-fascistisk regime.
Filmen blev markedsført med undertitlen "En film om dit liv og dem der stjæler det" og viser da også ubetinget sympati for de strejkende arbejdere, mens den tegner et entydigt negativt billede af det borgerlige samfund og dettes institutioner.

## Medvirkende
- Bent Andersen
- Bent Ove Andersen
- Mogens Andersen
- Kai Schønning Andersen
- Jørgen Esping
- Oluf Andersen
- Patricia Bay Andersen
- Steen Andersen
- Villy Andreasen
- Peter O. Back
- Niels Baden
- Carsten Baes
- Bjarne Hjulmand

## Eksterne links
- Aftenlandet på Internet Movie Database (engelsk)
- Aftenlandet på Filmdatabasen
- Aftenlandet på danskfilmogtv.dk
- Aftenlandet på Scope
- Aftenlandet i Svensk Filmdatabas (svensk)
- Aftenlandet på AlloCiné (fransk)
- Aftenlandet på MovieMeter (nederlandsk)
- Aftenlandet på AllMovie (engelsk)
- Aftenlandet på Turner Classic Movies (engelsk)
- Aftenlandet på The Movie Database (engelsk)